# Streifenbrust-Mistelfresser
Der Streifenbrust-Mistelfresser, auch Streifenbrustmittelfresser, (Dicaeum aeruginosum) ist eine Vogelart aus der Familie der Mistelfresser (Dicaeidae).
Diese Art wird teilweise als konspezifisch mit dem Dickschnabel-Mistelfresser (Dicaeum agile) angesehen und als Dicaeum agile aeruginosum bezeichnet.
Der Vogel ist endemisch auf den Philippinen.
Das Verbreitungsgebiet umfasst tropischen oder subtropischen feuchten Tief- und Bergwald.

## Geografische Variation
Die Art wird von Avibase als monotypisch angesehen.
IOC und ITIS unterscheiden folgende Unterarten:
- D. a. striatissimum Parkes, 1962 – Luzon, Lubang-Inseln, Romblon-Insel, Sibuyan und Catanduanes auf den nördlichen Philippinen
- D. a. affine (J. T. Zimmer, 1918) – Palawan (westliche Philippinen)
- D. a. aeruginosum (Bourns & Worcester, 1894) – englisch Striped Flowerpecker – Mindoro, Negros, Cebu und Mindanao (südliche Philippinen)